# Industrieverband Agrar

Logo

Der Industrieverband Agrar e. V. (IVA)  mit Sitz in Frankfurt am Main ist der Zusammenschluss von 51 in Deutschland ansässigen Industrie-Unternehmen der Agrarwirtschaft, vorrangig im Bereich der Agrochemie.

## Geschichte
Der Verband ging 1988 aus dem Zusammenschluss des Industrieverbandes Pflanzenschutz mit drei Fachverbänden der Düngemittelindustrie hervor. Die Mitgliedsunternehmen befassen sich mit Produkten und Dienstleistungen der Agrarwirtschaft in den Bereichen:
- Düngemittel
- Grüne Gentechnik
- Pflanzenschutz
- Biostimulanzien[1] und
- Schädlingsbekämpfung.

Der Arbeitsschwerpunkt liegt in der Vermittlung von Informationen, welche die vertretenden Branchen betreffen. Als Interessenvertretung versucht der Industrieverband Agrar dabei, die positiven Aspekte des Pflanzenschutzes aufzuzeigen.

## Organisation
Der IVA setzt sich aus drei zentralen Organen zusammen: Der Mitgliederversammlung, das Präsidium und der Geschäftsführung. Präsident ist Manfred Hudetz (2019) Hauptgeschäftsführer ist Frank Gemmer (2020).
Der Verband ist Mitglied des Verbandes der Chemischen Industrie.

## Leitlinien
Zufolge der Selbstdarstellung sieht sich der Industrieverband folgenden Leitlinien verpflichtet:
- Nachhaltigkeit
- Respekt
- Transparenz
- Integrität
- Kundenorientiertheit

Der Verband trat 1991 der Initiative „Responsible Care“ bei. Er verpflichtet dadurch seine Mitglieder ihre Leistungen für Sicherheit, Gesundheit und Umweltschutz kontinuierlich zu verbessern. In diesem Zusammenhang spielen die Initiativen:
- Anwenderschutz
- Lagervorschriften bei Handel und Verbrauchern
- Rücknahme und Entsorgung von leerer Verpackungen
- Sicherheitsdatenblätter und Notfallmaßnahmen eine besondere Rolle.

## Lobbyarbeit und Kritik
Der IVA betreibt mit verschiedenen Aktionen gezielt Lobbyarbeit für Pflanzenschutz. Eine Aktion ist beispielsweise „Schau ins Feld!” Hinter der seit 2015 bestehenden Mitmach-Aktion „Schau ins Feld!” steht die IVA-Initiative „Die Pflanzenschützer“. Die Aktion bindet aktiv Landwirte mit ein, die Interessen der Pflanzenschutzindustrie zu unterstützen, indem den Betrachtenden vor Augen geführt wird, wie ein Feld aussehen würde, wenn es nicht mit Pflanzenschutz behandelt werden würde. Dabei handelt es sich um eine langfristig angelegte Strategie zur Reputationsverbesserung und Kundenbindung. 